# کرم دوستت دارم
دوستت دارم (به انگلیسی: ILOVEYOU)، که گاهی به آن لاو باگ (به انگلیسی: Love Bug) یا نامه‌ای عاشقانه برای تو (به انگلیسی: Love Letter for you) نیز گفته شده، یک کرم رایانه ای است که در تاریخ ۵ مه سال ۲۰۰۰ و پس از آن، ده‌ها میلیون کامپیوتر شخصی دارای سیستم عامل ویندوز را آلوده ساخت. شروع گسترش این بدافزار توسط یک ایمیل با عنوان "دوستت دارم" و یک فایل ضمیمه بود. باز کردن این فایل توسط کاربران که ظاهر آن مانند یک فایل متنی معمولی بود، منجر به اجرا شدن یک اسکریپت به زبان ویژوال بیسیک می‌شد و پس از آن کرم شروع به گسترش در سیستم عامل محلی و سپس ارسال مجدد خود به تمام آدرس‌های ایمیل موجود در دفترچه آدرس ویندوز مربوط به نرم‌افزار مایکروسافت آوت لوک می‌نمود.